# Rail 4U

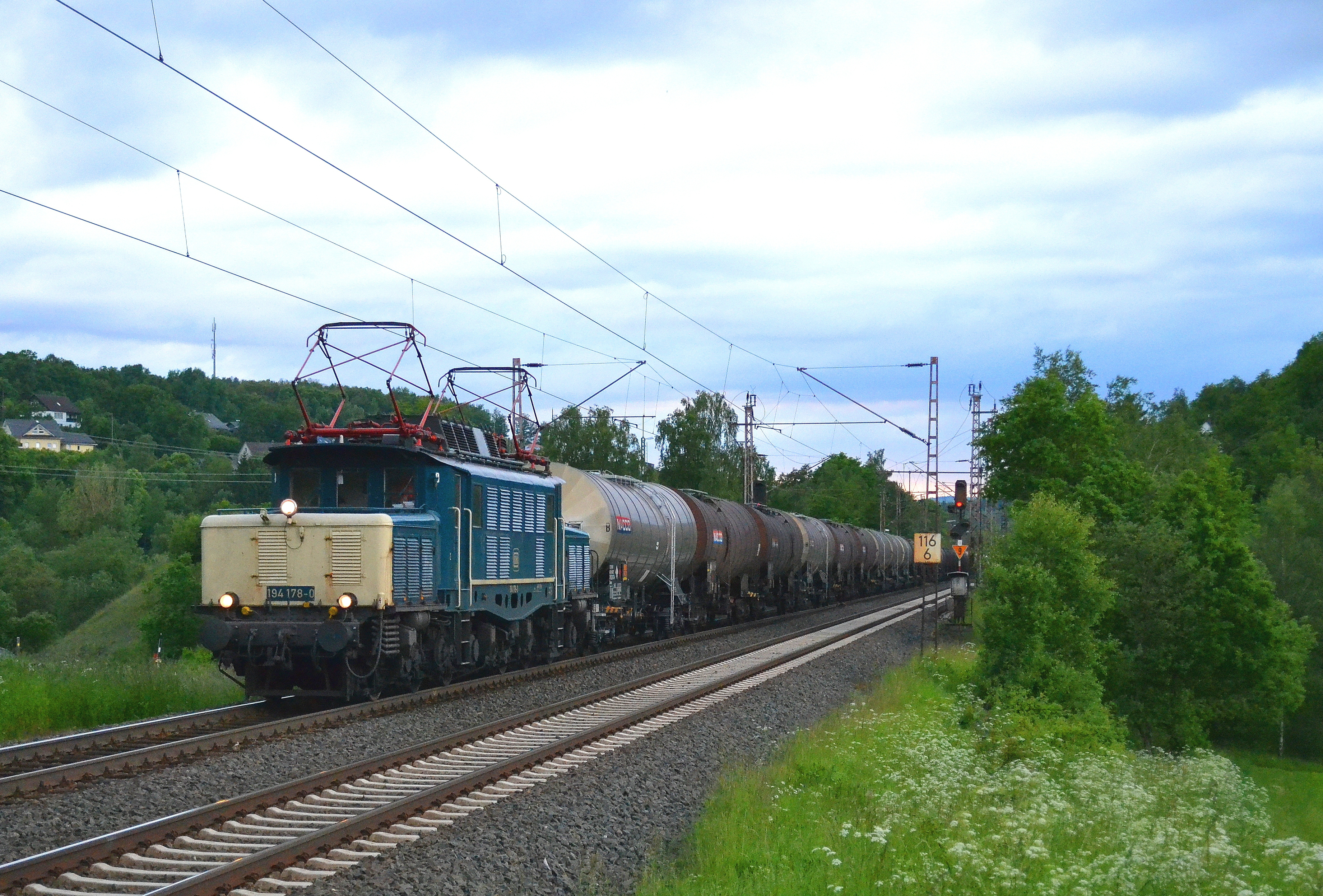
Die blau-beige lackierte 194 178 der Baureihe E 94 im Güterzugeinsatz, aufgenommen bei Rudersdorf auf der Dillstrecke

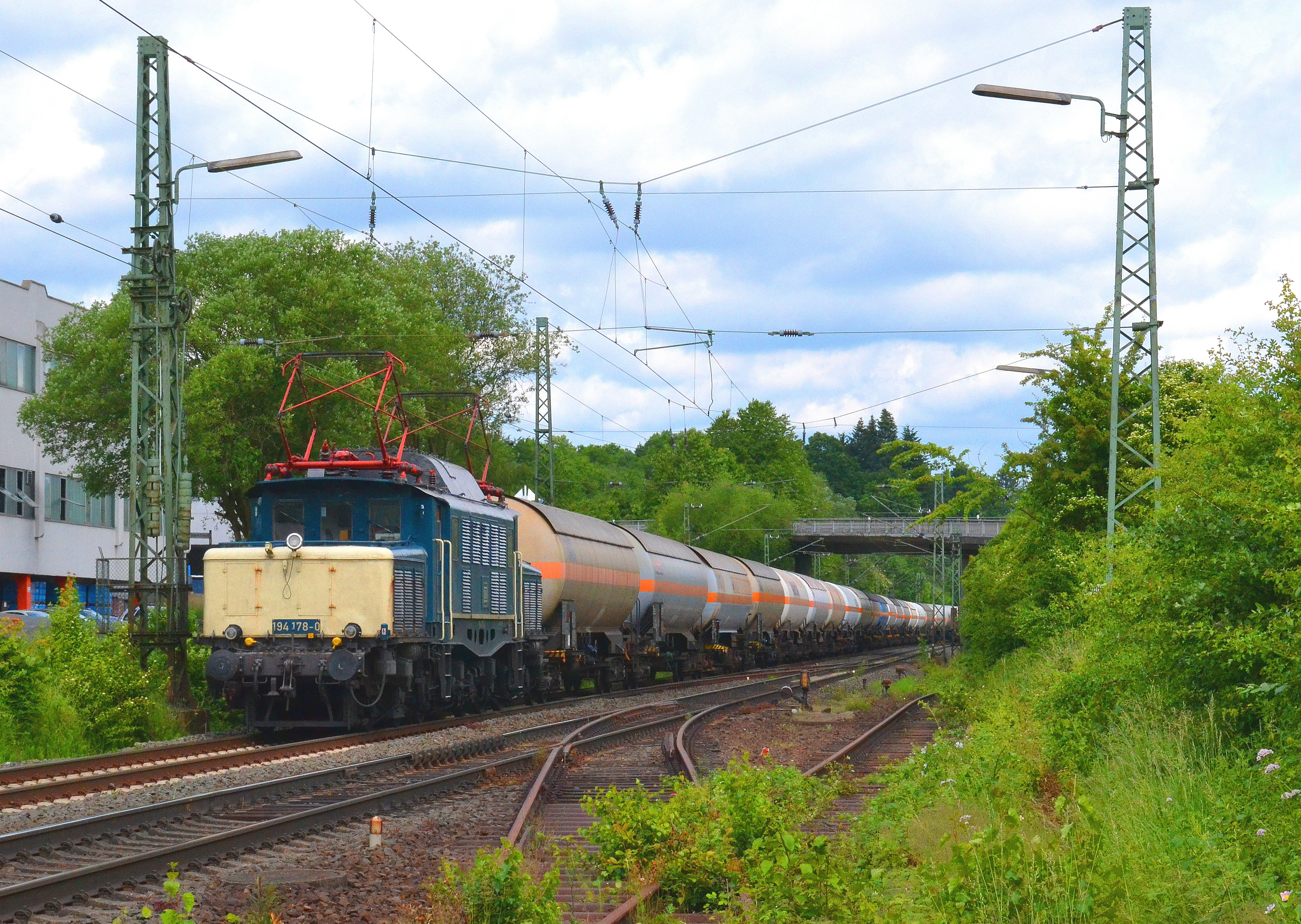
194 178 (Baureihe E 94) mit einem Ganzzug aus Gaskesselwagen, aufgenommen bei Sinn auf der Dillstrecke

Rail 4U war ein deutscher Traktionsdienstleister im Eisenbahngüterverkehr mit Sitz in Willich.
Ein weiteres Tätigkeitsfeld war die Aus- und Fortbildung sowie Prüfung von Bahnmitarbeitern entsprechend der Verordnung über den Bau und Betrieb von Anschlussbahnen 
BOA (NRW) § 22-2.

## Geschichte
Rail 4U wurde 2001 als inhabergeführtes Einzelunternehmen von der Lokomotivführerin Barbara-Birgit Pirch gegründet. Zum 1. August 2018 wurde der Betrieb eingestellt. Hintergrund waren Geschäftsnachteile durch ein langjähriges Gerichtsverfahren um Schadenersatz, zu hoher Aufwand für die Erhaltung der Betriebsfähigkeit der alten historischen Lokomotiven sowie mangelnde Perspektive (Mittelfristig Umrüstung auf European Train Control System (ETCS)).

## Unternehmen
Nach Medienberichten war Rail 4U das kleinste Eisenbahnunternehmen Deutschlands. In bahnrechtlichem Sinn war Rail 4U kein Eisenbahnverkehrsunternehmen, sondern ein Halter von Eisenbahnfahrzeugen. Auch diese dürfen selbständig am Eisenbahnbetrieb teilnehmen (§ 6 Abs. 1 Nr. 2 AEG.).

## Triebfahrzeuge
Rail 4U setzte zwei über 55 bzw. 65 Jahre alte Elektrolokomotiven der Baureihe E 94 ein und war damit einer der letzten gewerblichen Betreiber dieser Baureihe.
Die noch kurz vor Kriegsende im Januar 1945 abgelieferte 194 158 wurde zwischen 1998 und 2001 von der Arbeitsgemeinschaft Historische Eisenbahnfahrzeuge e. V. wieder hergerichtet und wurde seitdem von Rail 4U eingesetzt. In der ersten Jahreshälfte 2009 war sie unter anderem mehrfach für die Firma Stock Transport zwischen Mainz und Straubing im Einsatz. 2012 erfolgte eine Überholung der Lok, nach der Hauptuntersuchung war die 194 158 wieder im Einsatz. Nach dem Unfall der leistungsfähigeren Lok 194 178-0 übernahm 194 158 das Tagesgeschäft, was jedoch zu Einnahmeverlusten führte (weniger Wagen). Sie wurde nach Einstellung des Geschäftsbetriebes als Leihgabe an die Museumseisenbahn Hamm übergeben und wird dort für Sonderfahrten eingesetzt.
In alter DB-Farbgebung ozeanblau-beige ist die DB-Nachbaulok 194 580 von 1955 unter der Nummer der einzigen zu Bundesbahnzeiten mit dieser Lackierung versehenen (1988 verschrotteten) Lokomotive dieser Baureihe als 194 178-0 im Bestand des Unternehmens. Die Lokomotive war wegen eines Unfalls (Kollision bei Zugbereitstellung durch eine andere Privatbahn) seit Juni 2013 außer Betrieb. Nachdem sich die Eigentümerin im Sommer 2018 mit der Versicherung einigen konnte, wurde die Lokomotive in Eisenach instand gesetzt. Streitpunkt war nicht die Schuldfrage, sondern die Abgrenzung des Unfallschadens vom allgemeinen Erhaltungszustand der Lok. Durch die lange Stillstandzeit hat sich der Lokzustand verschlechtert. Sie steht seit 2020 als Museumsstück als Leihgabe im Eisenbahnmuseum Weimar.
Auf Grund der Leistungsfähigkeit der Lokomotiven wurden sie vor allem im schweren Güterzugdienst eingesetzt. Rail 4U trat als Auftragnehmer von Eisenbahnverkehrsunternehmen auf.